# Nagy Katinka
Nagy Katinka, Sassy Nagy Kató, született: Nagy Katalin (Miskolc, 1891. március 23. – Budapest, 1955. április 8.) operaénekesnő, énektanár. 

## Pályafutása
Miskolc egykori református esperesének, Sassy Nagy Ignácnak és Futó Ilonának leányaként született. Elvégezte az Országos Magyar Királyi Zeneakadémiát, ahonnan mint művészi oklevéllel kitüntetett énektanárnő került ki, 1917-ben operaénekesnői oklevelet nyert és azonnal a Magyar Királyi Operaházban lépett föl, mint operakoloratúr művésznő. Itt két éven át működött, egyre növekvő hírrel és elismertebb tehetséggel. Don Quijote: Királykisasszonya, Orfeus: Május királynője klasszikus sikerű szerepei. A fiatal, finom szépségű művésznőt a szegedi színház ostromolta és meg is nyerte primadonnájának. Három éven át a szegedi színház koloratúr primadonnájaként ragyogó sikerekkel növelte hírét. Rigoletto: Gilda; Hoffmann meséi: Olympia; Traviata: Violetta; Álarcosbál: Oszkár operaszerepei, Denevér: Adél; Hercegkisasszony: Mary-Anne; Koldusdiák: Laura; Rip van Winkle: Lisbeth; Offenbach: Eugénia klasszikus operett - szerepalakításai; a megérdemelt és egyre fokozódó ünnepeltség jegyében szülővárosa, Miskolc figyelmét csakhamar magukra vonták úgy, hogy Miskolcon vendégszereplése eldöntötte későbbi sorsát. A városi zeneiskola tanári kara és igazgatósága a városi tanács határozata alapján 1923-ban az énektanárnői katedrára hívta meg. Az ünnepelt művésznő a színpadot felcserélte az énektanárnői nagytekintélyű katedrával és visszakerült szülővárosába, melynek Lévay József Közművelődési Egyesülete már a következő év elején zenei osztásának rendes tagjai sorába választotta. Később mint a miskolci városi Hubay Jenő zeneiskola elismerten kiváló énektanára volt. 